# 克拉斯尼比爾
51°37′15″N 23°38′56″E / 51.62083°N 23.64889°E
克拉斯尼比爾（烏克蘭語：Красний Бір），是烏克蘭的村落，位於該國西部沃倫州，由科韋利區負責管轄，面積0.64平方公里，海拔高度160米，2001年人口11，人口密度每平方公里17.19人。